# 일본 자치성
자치성(일본어: 自治省)은 1960년 7월 1일부터 2001년 1월 5일까지 존재한 일본의 중앙행정기관으로 행정, 소방, 선거 제도 등을 소관했다. 중앙 성청 개편때 총무성이 발족하면서 다른 기관과 함께 흡수되었다.

## 조직
- 대신관방
- 지방국
- 재정국
- 세무국
- 선거국